# Балканська кампанія (Друга світова війна)
Балканська кампанія (нім. Balkanfeldzug) — військова кампанія збройних сил країн Осі проти Югославії та Греції під час Другої світової війни. Кампанія розпочалася з невдалого вторгнення Італії в Грецію 28 жовтня 1940 року і закінчилася захопленням Криту німецькими та італійськими військами 1 червня 1941 року.

## Передумови конфлікту
Анексія Албанії, здійснена італійцями 7 квітня 1939 року в наслідування німецької акції у Чехословаччині, не задовольнила Муссоліні. Не охолодив його прагнення до військової слави і удар в спину поваленій Франції. Тому, не поставивши до відома навіть свого партнера по «осі», Муссоліні 28 жовтня 1940 року віддав наказ своїм військам зосередитися в Південній Албанії і почати наступ на Грецію. Таким чином він сподівався на дешевий військовий успіх і розраховував зміцнити вплив Італії у Південно-Східній Європі. Але, починаючи наступ, Муссоліні не врахував ні здатності грецького народу до опору, ні силу його армії. До кінця року військова обстановка в Греції стала настільки небезпечною для італійців, що, здавалось, уникнути втрати Албанії можна було тільки в тому випадку, якщо
Німеччина надасть своєму союзнику безпосередню допомогу. Тому Гітлер почав обмірковувати можливість використання німецьких військ на Балканах у тісній взаємодії з італійськими військами. Після проведення рекогносцировки на місці з причин, пов'язаних, зокрема, з постачанням військ, від плану спільних операцій довелося відмовитися.
Надання Румунією своєї території для розгортання німецької армії і приєднання болгарського короля Бориса до держав «осі» дозволили в березні 1941 року зосередити 12-у німецьку армію фельдмаршала Ліста в районі між Софією та Пловдивом. Цей район був найсприятливішим для початку наступу на Грецію як в оперативному відношенні, так у відношенні постачання військ. Добитися від Югославії пропуску німецьких військ через цю територію планувалося за допомогою угоди, підписаної урядом Стоядиновича у Відні 23 березня 1941 року. Однак незабаром після цього в Белграді відбувся військовий путч, який зірвав усі плани німців. Оскільки новий югославський уряд Симовича негайно уклав з СРСР пакт про дружбу, виникла небезпека того, що західні союзники спільно з радянськими вживуть відповідних контрзаходів, щоб не допустити німецького наступу на Балканах, яке ось-ось повинно було розпочатися.

## Розгортання німецьких сил та перші бої на Балканах
27 березня 1941 року Гітлер віддав наказ про початок операції проти Греції та Югославії. Кілька днів по тому війська приступили до здійснення наміченого плану операції. 6 квітня 12-та армія, перегрупувавши свої війська, перейшла силами двох корпусів у наступ через прикриту сучасними довготривалими укріпленнями північний кордон Фракії, а силами одного корпусу і однієї танкової дивізії увійшла до Македонії.
Через 48 годин повернена на 90° танкова група фон Клейста почала наступ з району північно-західніше від Софії. Її війська з першого удару опанували містом Ниш і просунулися вниз за течією Морави до Белграда.
На території Банату в Румунії німцям вдалося без будь-якої підготовки створити велике угруповання, що складалася з півтори моторизованих дивізій. На півночі, в районі Граца, була розгорнута 2-га армія, яка налічувала у своєму складі 7 дивізій. Ця армія почала наступ без звичайного заняття початкового положення прямо з району зосередження і вже в перший день війни оволоділа Марибором, Копривницею та Вировитцею. 9 квітня банатські угруповання (півтори моторизованих дивізії), отримавши в результаті дипломатичних переговорів можливість пройти через територію Угорщини, вступили своїми передовими частинами в межі Воєводини.
Ще в перші дні операції німецька авіація розгромила аеродроми і бази югославської авіації і найважливіші вузли управління військами. Німецькі війська, що наступали в Греції, підтримував 8-й повітряний корпус, що базувався на аеродромах Південної Італії і Сицилії.
Німці не чекали від італійських військ ніякої значної допомоги у своїх діях на Балканах, тому і плани спільних дій передбачали, що італійці повинні обмежитися лише прикриттям північного крила німецьких військ і утриманням займаних ними позицій до тих пір, поки німецькі танкові дивізії, наступали у південних районах Югославії в загальному напрямку на Албанію, не прибудуть до них. Нічого більшого вони до речі, й не зробили. Перший етап битви на Балканах закінчився 17 квітня беззаперечною капітуляцією всіх югославських збройних сил. Відкинуті в сторону і залишені без командування 30 югославських дивізій склали зброю, скористатися якою вони просто не встигли. Слідуючи по п'ятах за переможцями, через Далмацію до Чорногорії кинулися й італійські війська, у той час як болгарські частини вийшли до Цариброду (Димитровград) і Босилеграда.

## Боротьба проти Греції

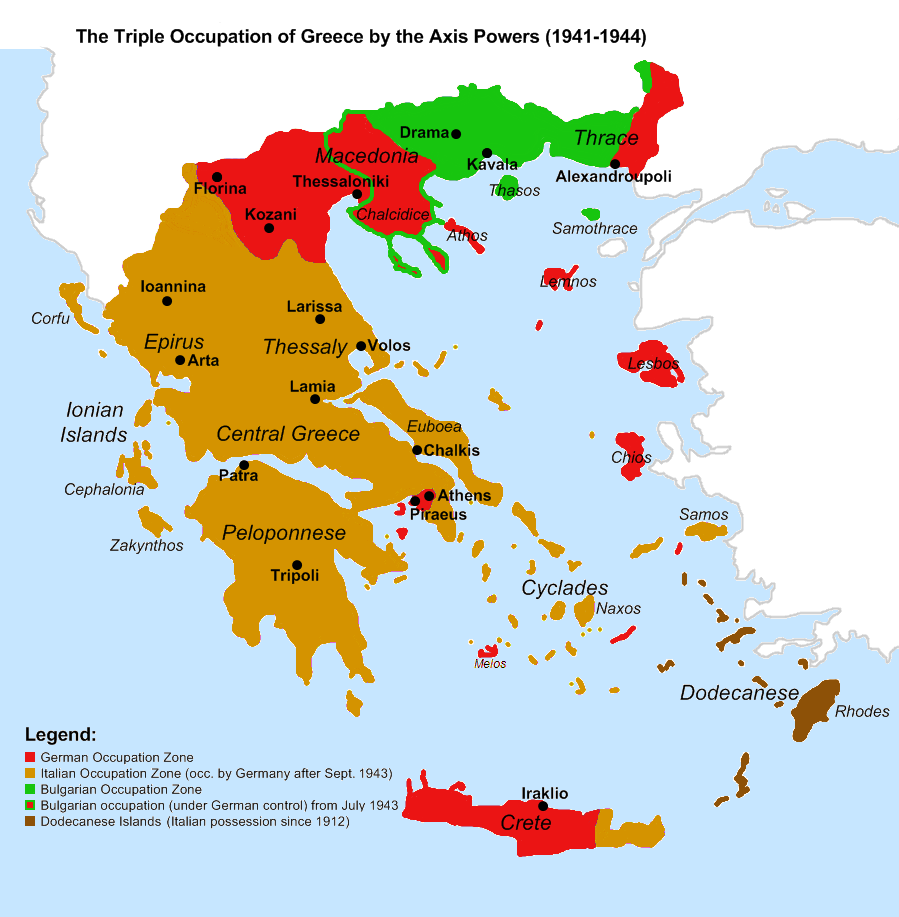
Три зони окупації:
Італійська
Німецька
Болгарська

Рішучішим у бою виявився грецький супротивник. Перша атака зроблена 125-м німецьким піхотним полком на Рупельському перевалі проти лінії Метаксаса, захлинулася під зосередженим вогнем обладнаних на скелях вогневих точок греків. Тільки після того, як 2-га танкова дивізія німців, обійшовши ворога з флангу, прорвала грецьку оборону на річці Струма і, обійшовши Дойранське озеро, вийшла 9 квітня до Салоніки, опинившись відрізаною Східно-македонська армія припинила свій опір. Наступаючи двома групами, танки фельдмаршала Ліста почали борознити грецький півострів. Лівофлангова група, що складалася з 2 гірськострілецьких і 1 танкової дивізій, швидко підійшла до Олімпу. Інша група в складі 2 танкових, 1 моторизованої і 1 піхотної дивізій вийшла до міста Флоріна та заволоділа перевалом Кліді, змусивши тим самим греків розпочати виведення своїх військ з Албанії. Коли ж полк особистої охорони Гітлера з'явився в Яніні, вся грецька армія в Епірі капітулювала.
|                                                          |                                                          |                                                       |
| Перший італійський наступ 28 жовтня – 13 листопада 1940. | Грецький контрнаступ 14 листопада 1940 – березень, 1941. | Другий італійський наступ 9 березня – 23 квітня 1941. |

## Зустріч з англійськими військами
14 квітня 1941 року німецькі війська увійшли в бойове зіткнення з частинами Британського експедиційного корпусу в Греції. Англійцям вдалося на досить нетривалий час зупинити стрімке просування німецьких з'єднань у Фермопілах. Розчистити шлях до Аттики німці зуміли тільки в ході ретельно підготовленого наступу танкових і гірсько-егерських частин, підтриманих пікіруючими бомбардувальниками.
27 квітня впали Афіни, а за день до цього німецький парашутний десант захопив міст через Коринфський канал. Парашутисти зберегли від руйнування цей важливий шлях для проходу суден і відкрили своїм рухомим з'єднанням дорогу на Пелопоннес. Проте англійці завдяки зразковій організації відходу, змогли завантажити на свої кораблі близько 45 тис. грецьких, новозеландських і англійських солдатів і офіцерів і евакуювати їх на острів Крит.

## Захоплення острова Крит

Десантування німецької 7-ї пдд на Крит. 1941

Оволодіння цим останнім опорним пунктом противника в Егейському морі (всі менші острова вдалося зайняти майже без бою і без підтримки з боку авіації, в результаті окремих вилазок) зажадало тритижневої підготовки. Тому події, пов'язані із захопленням Криту, стоять ніби осторонь від Балканської кампанії не тільки за часом, але й стратегічно. Якщо війна на Балканах була операцією, що носила локальний характер, то Критська операція виходила за рамки європейської суперечки. Знову була світова війна, тому що тут мова йшла вже про контроль над всією східною частиною Середземного моря, про захоплення або утримання вирішальних позицій в поєдинку між Німеччиною і Великою Британією. Це була боротьба за Суец, за Сирію і навіть за Туреччину. Наступ, що розпочався 20 травня, здійснювався під загальним керівництвом головного командування військово-повітряних сил вівся і з повітря і з моря. У ході цієї битви німецькі війська часто потрапляли у важке становище, і успіх у ньому було досягнуто ціною великих зусиль і значних втрат.
Перемога на Криті була затьмарена однією обставиною: саме в цей час в Атлантичному океані був потоплений німецький лінкор «Бісмарк». Тверезо оцінюючи загальну ситуацію, турки тоді були абсолютно праві, кажучи, що «у англійців є ще багато островів, а другого „Бісмарка“ у німців немає».

## Період окупації
Після закінчення бойових дій на Балканах німці та італійці приступили до врегулювання питань про сфери впливу і порядку підлеглості військ і адміністрації в цьому районі Європи. Тут їм довелося зустрітися з масою труднощів, впоратися з якими їм так і не вдалося протягом всіх подальших років. Західна частина Балканського півострова як окупаційна зона була віддана з міркувань політичного характеру італійцям. Демаркаційна лінія між італійською та німецькою зонами проходила від Загреба через Сараєво, Рудно і далі по гребені гірського масиву Пінд.
Підкорені народи Балкан визнавали зверхність німецьких збройних сил і права німців як переможців, проте дозволити управляти собою італійцям, позбавленим цієї переваги, вони не могли.
Болгарія, якій була віддана вся Фракія і частина Македонії до лінії Пірот — Вране, часто викликала невдоволення населення окупованих областей різними військово-політичними заходами, що проводились в них.
Хорвати, використовуючи сильну підтримку з боку італійців, заснували свою власну державу, в яку включили Боснію і Герцеговину, де основна маса населення сповідує іслам. Проголошене 18 травня 1941 року «королівство Хорватія» з італійським герцогом Сполето на троні було абсолютною політичною фікцією, проте вже сам факт існування цього режиму давав можливість усім шовіністичним і расистським елементам країни підняти свою голову і тим самим виключав будь-яку можливість підтримки в ній справжнього порядку і спокою.
Італія анексувала більшу частину Словенії, включаючи Любляну і всі острови Далмації. Угорщина приєднала до себе великі області північніше Драви, а Німеччина ввела до складу рейху Південну Штирію, включивши її у межі райхсгау Штирія. Тим самим була створена сприятлива підстава для виникнення різного роду непорозумінь та інцидентів.

## Початок підпільного руху

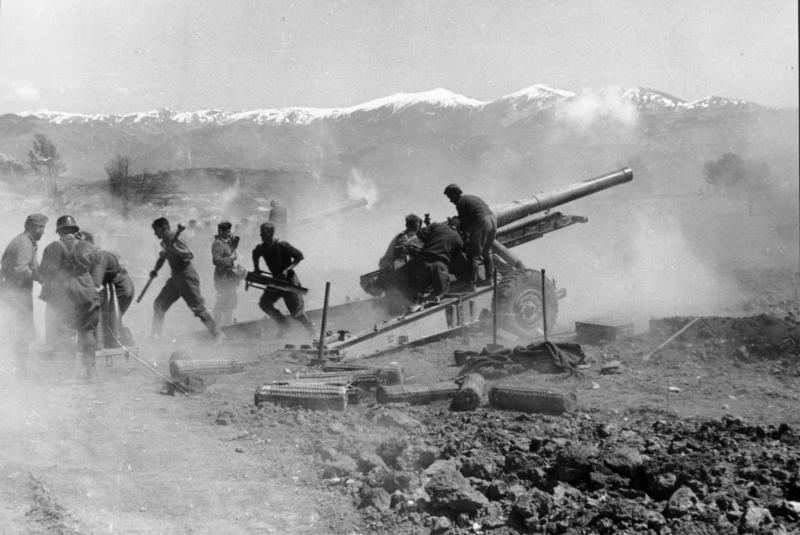
Стрільба німецької артилерії під час наступу через Грецію.

Тільки-но основні сили німецької діючої армії покинули Балкани, щоб почати наступ на СРСР, як тут виникли різні підпільні організації. Деякі з них мали націоналістичні тенденції і складалися з офіцерів розпущених німцями армій. На чолі таких організації стояли особи, що визнавали емігрантські уряди, які знаходилися за кордоном. У Сербії вони гуртувалися навколо Драголюба Михайловича, який за дорученням югославського короля Петра виконував обов'язки військового міністра і змушував своїх зведених у сотні прихильників — четників — давати клятву в тому, що вони не почнуть стригти волосся та голити бороди перш, ніж їхня батьківщина не стане вільною. У Греції виникли загони ЕДЕС (Національно-демократична армія Греції), яку очолював колишній генерал Зервас.
Найкращий матеріал для агітації проти німців мали комуністи. Майстерно користуючись патріотичними гаслами, вони вселяли народу ідею про визвольну місію СРСР і комуністичну ідею про завоювання пролетаріатом світового панування. Яскраво виражені станові відмінності, що існували на Балканах, були для їхньої агітації найсприятливішою підставою, а продовольчі труднощі, що незабаром виникли і які відчувало населення (особливо це стосується Греції, імпорт в яку зовсім припинився і яка не могла сама себе прогодувати), посилили його ненависть до окупантів. Розпочата тим часом війна на Сході розвіяла у балканських народів останні сумніви щодо справжніх цілей Гітлера і Муссоліні.
Створений комуністами в Греції Єдиний національний фронт (ЕАМ) сформував народно-визвольну армію (ЕЛАС), яка негайно почала партизанську війну.
Відразу ж після 22 червня 1941 року рішення розпочати боротьбу прийняло і керівництво Комуністичної партії Югославії, в якій ще з осені 1940 року було кілька представників Радянської Армії. Тут був створений так званий «Головний штаб партизанських загонів Югославії», який очолив боротьбу югославів проти невеликої кількості німецьких, італійських і болгарських окупаційних дивізій і поліцейських підрозділів, що залишилися тут. У липні 1941 року на чолі руху став Тіто — навчений в Москві партійний працівник. Головною метою визвольної боротьби він оголосив не тільки очищення від окупантів всієї території Югославії, але і рівноправність всіх народів, що населяють країну, в єдиній незалежній Югославії.

## Див. також

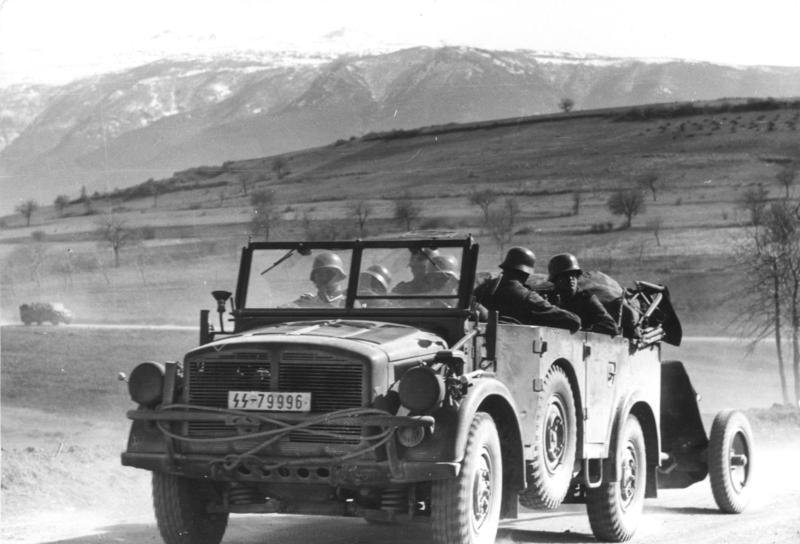
Балкани, 1941. Horch 108 (Kfz.69)